# Route de Bâle
La route de Bâle est une voie de la commune française de Colmar.

## Situation et accès
Cette voie de circulation, d'une longueur de 3 400 m (plus un décrochage de 150 m), se trouve dans le quartier des maraichers.
On y accède par l'autoroute A35, le boulevard Saint-Pierre, les avenues Clemenceau, de Fribourg, d'Alsace, les rues Turenne, Schwendi, Saint-Josse, Stockmeyer, Bartholdi, de la Semm, Henri-Lebert, du Bois-Fleuri, Michelet, Wolflochweg, Scnheckenackerweg, Obererrudenwadelweg, Rudenwadelweg, les chemins de la Speck, de Sainte-Croix, l'allée Paul-Cézanne et niklausbrunn Weg.
Bus de la TRACE, ligne    5    22 , arrêt Baloise et Michelet.

## Origine du nom
La rue doit son nom à la porte de ville qui se trouvait à son point de jonction avec la rue Turenne.

## Bâtiments remarquables et lieux de mémoire
Dans cette rue se trouvent des édifices remarquables[Lesquels ?].

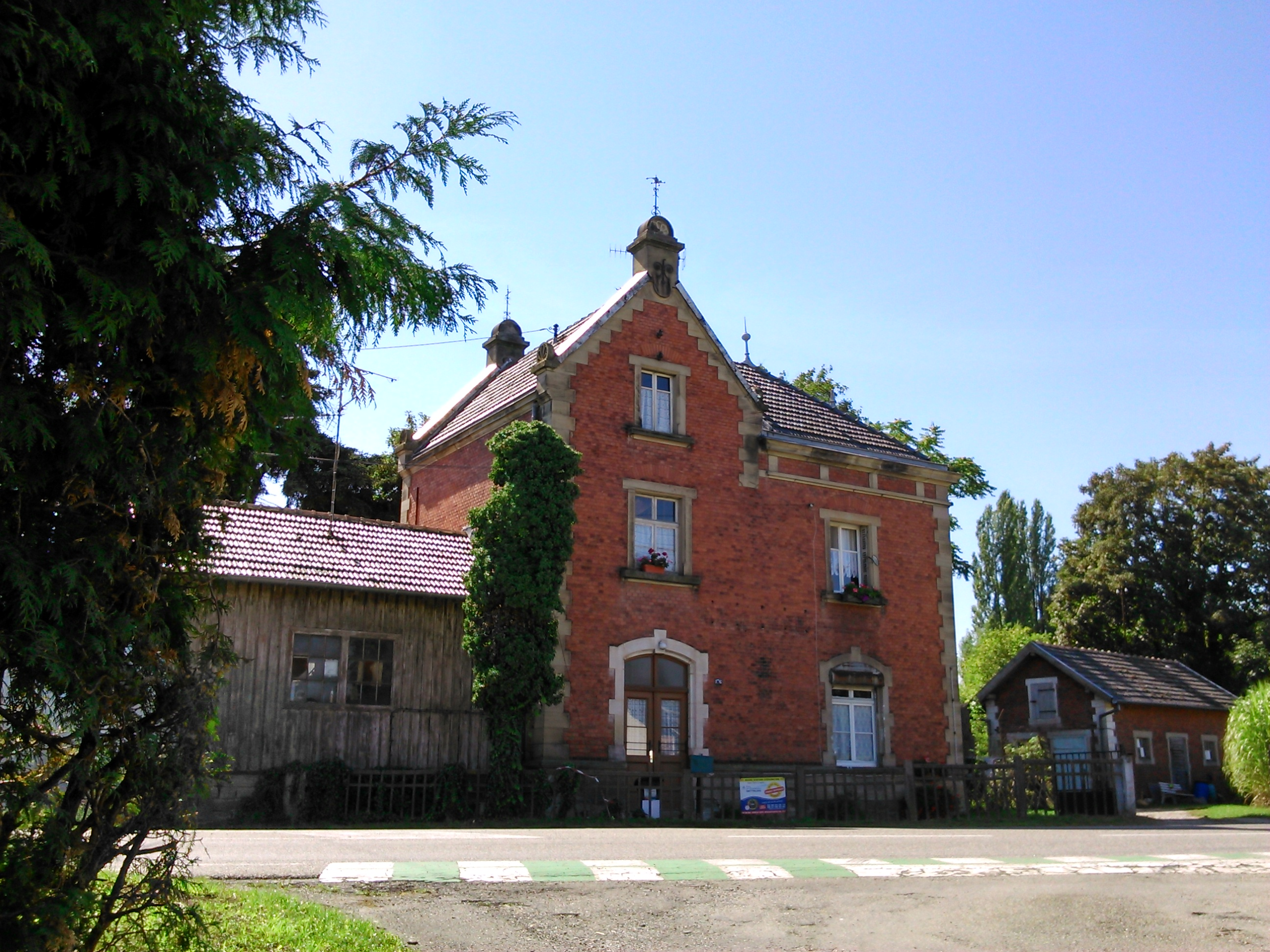
Gare de Colmar-Sud